# Бјагомљ
Бјагомљ или Бегомљ (блр. Бягомль; рус. Бегомль) насељено је место са административним статусом варошице (городской посёлок) у северном Републике Белорусије и на југу Витепске области. Административно припада Докшичком рејону.
Према проценама о броју становника из 2014. у вароши је живело 2.638 становника.

## Географија
Варошица Бјагомљ налази се у југоисточном делу Докшичког рејона, на југу Витепске области, на око 30 км источно од града Докшици. Кроз насеље пролази аутопут одрепубличког значаја М3. Главни град земље Минск налази се на око 100 км јужније, док је административни центар области Витепск на око 150 км источније.

## Историја
Насеље се у писаним изворима први пут помиње 1582. под именом Багомль као село у границама Минског повјата Велике Кнежевине Литваније. 
Након друге поделе Пољске 1793. постаје делом Руске Империје, односно њеног дела Минске губерније. Године 1886. насеље је имало 43 домаћинства, цркву, школу и амбуланту. 
Насеље је 1924. постало административним центром Бјагомољског рејона, а 27. септембра 1938. административно је уређено као варошица. У саставу Докшичког рејона је од 1960. године. 
Одлуком председника Републике Белорусије од 29. јуна 2009. Бјагомљ је одликован медаљом „Заслуга за храброст током Великог отаџбинског рата 1941—45.“

## Демографија
Према резултатима пописа из 2009. у вароши је живело 2.800 становника.
| 1897. | 1959. | 1970. | 1979. | 1989. | 2009. | 2014.  |
| ----- | ----- | ----- | ----- | ----- | ----- | ------ |
| ---   | ---   | ---   | ---   | ---   | 2.800 | 2.638* |

Напомене - * Резултат процене статистичког завода Белорусије. 